# Зохар Манна
Зохар Манна (івр. זוהר מנה; англ. Zohar Manna, *1939) — ізраїльський та американський науковець в галузі інформатики, професор Стенфордського університету.

## Біографія
Народився та виріс у місті Хайфа, Ізраїль. Вивчав математику в Техніоні, отримавши ступінь бакалавра 1962 та ступінь магістра 1965 року.
Працював програмістом у збройних силах Ізраїлю в 1962—1964 рр. Продовжив навчання в університеті Карнегі-Меллон, де вивчав інформатику та 1968 року захистив дисертацію на ступінь доктора під керівництвом лауреатів премії Тюрінга Роберта Флойда та Алана Перліса.

### Нагороди
У 1994 році став членом Асоціації обчислювальної техніки (Association for Computing Machinery). У 2016 році він розділив Премію Гербранда з Річардом Вальдінгером за "новаторські дослідження та педагогічний внесок (разом з Річардом Вальдінгером) в автоматизовані міркування, синтез програм, планування та формальні методи". Він отримав премію Бауера від Мюнхенського технічного університету та почесний докторський ступінь від Вищої нормальної школи Кашана.

## Підручники
- Manna, Zohar; Pnieli, Amir (1992). The Temporal Logic of Reactive and Concurrent Systems: Specification. Springer-Verlag. ISBN 978-0387976648. (англ.)
- Manna, Zohar; Pnieli, Amir (1995). Temporal Verification of Reactive Systems: Safety. Springer-Verlag. ISBN 978-0387944593. (англ.)
- Manna, Zohar (2003). Mathematical Theory of Computation. Dover. ISBN 978-0486432380. (англ.)
- Manna, Zohar; Waldinger, Richard (1993). The Deductive Foundations of Computer Programming. Addison-Wesley Professional. ISBN 978-0201548860. (англ.)
- Manna, Zohar; Waldinger, Richard (1985). The Logical Basis for Computer Programming, Vol. 1: Deductive Reasoning. Addison-Wesley Professional. ISBN 978-0201182606. (англ.)

### Публікації
- Zohar Manna; Richard Waldinger (Jan. 1980). A Deductive Approach to Program Synthesis. ACM Transactions on Programming Languages and Systems (TOPLAS). ACM. 2 (1): 90—121. doi:10.1145/357084.357090. (англ.)